# Francisco Urrutia Holguín
Francisco José Urrutia Holguín (Quito, 28 de mayo de 1910 - Bogotá, 19 de octubre de 1981) fue un abogado y diplomático colombo-ecuatoriano.  
Se desempeñó como el 7° Representante Permanente de Colombia ante las Naciones Unidas, el 10° Embajador de Colombia en Estados Unidos, así como Embajador ante Venezuela y Argentina. 

## Biografía

### Primeros años
Francisco José Urrutia Holguín nació el 28 de mayo de 1910 en Quito, Ecuador, en el seno de una familia adinerada colombo-ecuatoriana.

### Carrera diplomática
Tras haberse graduado de Derecho de la Universidad Nacional, en la década de 1930 fue gerente de la Editorial Minerva, en Bogotá. Comenzó su carrera diplomática como Embajador en Argentina entre 1948 y 1950, durante el Gobierno de Mariano Ospina Pérez.
Entre 1952 y 1953 sirvió como Embajador en Venezuela durante el Gobierno de Roberto Urdaneta Arbeláez. En este cargo, Urdaneta cedió el Archipiélago de Los Monjes a cambio de que el Gobierno de Venezuela entregar al guerrillero liberal "Cheito" Velásquez, capturado en ese país. La acción se concretó el 22 de noviembre de 1952 y fue defendida por Urrutia Holguín y el entonces Ministro de Relaciones Exteriores, Juan Uribe Holguín. Poco después Velásquez fue asesinado por Los Chulavitas. A este cargo le siguió el representante Permanente ante las Naciones Unidas, entre 1953 y 1957, y el de Embajador en Estados Unidos, entre 1955 y 1957, durante la presidencia de Gustavo Rojas Pinilla.
Juez Permanente de la Corte Internacional de Justicia, fungió como juez ad hoc en el caso relativo a la revisión del laudo arbitral del Rey de España entre Nicaragua y Honduras, emitido el 23 de diciembre de 1906. El caso llegó a la corte ya que Nicaragua desconocía la obligatoriedad del laudo. El 18 de noviembre de 1960 por catorce votos contra uno, el de Urrutia Holguín, la Corte decidió que el laudo era obligatorio y que Nicaragua debía ejecutarlo.
Así mismo, fue representante de Colombia ante la II Conferencia de las Naciones Unidas sobre Comercio y Desarrollo y diplomático en Etiopía y Kenia. El 8 de noviembre de 1934 fundó juntó con el también abogado Camilo de Brigard Silva la firma de abogados Brigard Urrutia, la más importante y grande de Colombia.

## Familia
Era hijo de Francisco José Urrutia Olano, diplomático colombiano que sirvió como Ministro en múltiples carteras y en ese momento era Ministro Plenipotenciario en Ecuador.
Su madre era Elena Holguín Arboleda, activista colombiana, Presidenta de la Liga Antituberculosa de Colombia y de la Cruz Roja Colombiana. Elena era hija del Presidente Jorge Holguín Mallarino y de Cecilia Arboleda Mosquera.

### Matrimonio
Francisco Urrutia se casó con Genoveva Montoya Williamson el 18 de julio de 1934 en Bogotá, unión de la cual nacieron cinco hijos: Francisco, María, Lourdes, Miguel y Jaime Urrutia Montoya.
Su cuarto hijo, Miguel Urrutia Montoya fue un destacado economista y llegó a ocupar la gerencia del Banco de la República en los años 90; y también varias carteras ministeriales. Miguel contrajo matrimonio con Elsa Pombo Kopp, miembro de la misma familia de Rafael Pombo, Lino de Pombo y Roberto Pombo. 
Por su parte, la nieta de Francisco, Isabel Urrutia Pombo, contrajo nupcias con Pablo Largacha Escallón, de la misma familia de Froilán Largacha y Julián Trujillo Largacha. De hecho, Pablo era bisnieto de Froilán y sobrino nieto de Julián.